# Verenigde Volkspartij
De Verenigde Volkspartij (Pools: Zjednoczone Stronnictwo Ludowe, ZSL) was een politieke partij gedurende de Volksrepubliek Polen. De partij ontstond op 27 november 1949 na een (door de communistische autoriteiten afgedwongen) fusie van de restanten van de Poolse Volkspartij (Polskie Stronnictwo Ludowe) die na de Tweede Wereldoorlog werd geleid door Stanisław Mikołajczyk (1901-1966) en de Volkspartij, een in 1944 in opdracht van de communisten georganiseerde satelliet-partij.

## Geschiedenis
De ZSL was samen met de Democratische Partij (SD) de enige niet-communistische partij die gedurende de Volksrepubliek Polen (1949-1989) in de Sejm vertegenwoordigd was. De ZSL was een agrarische partij die tot doel had de boerenbevolking, met name kleine zelfstandige agrariërs en agrariërs die waren aangesloten bij coöperaties aan het regime te binden. In de regel waren 20 tot 25% van de zetels in de Sejm gereserveerd voor vertegenwoordigers van de ZSL. In de regeringen van de volksrepubliek zaten leden van de ZSL en ook in de Staatsraad van de Volksrepubliek Polen, het collectieve staatshoofd, hadden vertegenwoordigers van de ZSL zitting. De ZSL was lid van het Nationaal Eenheidsfront (1956-1983) en haar opvolger, de Patriottische Beweging voor de Nationale Wedergeboorte (1983-1989). Vanaf het begin van de jaren tachtig begon de ZSL zich te roeren: met succes wist zij de onschendbaarheid van het agrarische privéondernemingen grondwettelijk te laten verankeren (1983) en kwam de partij op voor de traditionele dorpsgemeenschappen.
In november 1989 werd de partijnaam gewijzigd in Poolse Volkspartij "Wedergeboorte", welke partij later opging in de (huidige) Poolse Boerenpartij.

## Ideologie
De Verenigde Volkspartij was een agrarische politieke partij die zich richtte op kleine, zelfstandige boeren. Hoewel de partij het beleid van de Poolse Verenigde Arbeiderspartij (PZPR) in de regel volgde, stond de ZSL sceptisch tegenover het beleid van (gedwongen) collectivisatie.

## Voorzitters
- 1949–1953: Józef Niećko
- 1953–1956: Władysław Kowalski
- 1956–1962: Stefan Ignar
- 1962–1971: Czesław Wycech
- 1971–1981: Stanisław Gucwa
- 1981: Stefan Ignar
- 1981–1989: Roman Malinowski
- 1989: Dominik Ludwiczak

## Verkiezingsresultaten
| Jaar                                                  | % | Zetels    | +/-     |
| ----------------------------------------------------- | - | --------- | ------- |
| Onderdeel van het F(J)N (1952-1983)/ PRON (1983-1989) |   |           |         |
| 1952                                                  | - | 90 / 425  | 90      |
| 1957                                                  | - | 118 / 459 | 28      |
| 1961                                                  | - | 117 / 460 | 1       |
| 1965                                                  | - | 117 / 460 | Stabiel |
| 1969                                                  | - | 117 / 460 | Stabiel |
| 1972                                                  | - | 117 / 460 | Stabiel |
| 1976                                                  | - | 113 / 460 | 4       |
| 1980                                                  | - | 113 / 460 | Stabiel |
| 1985                                                  | - | 106 / 460 | 7       |
| 1989                                                  | - | 76 / 460  | 41      |
| Bron: IPU, Uitslag (1989)                             |   |           |         |